# 头孢氮氟
头孢氮氟（INN：Cefazaflur）是第一代头孢菌素类抗生素。

## 合成
头孢氮氟在这组类似物中脱颖而出，因为它缺乏芳酰胺C-7侧链（另一个例子参见头孢乙腈）。

头孢氮氟合成：

头孢氮氟是通过3-(1-甲基-1H-四唑-5-基硫代亚甲基)-7-氨基-头孢烯-4-甲酸(1)与三氟甲硫基乙酰氯(2)反应合成的。